# Livilla bivittata
Livilla bivittata är en insektsart som beskrevs av Hodkinson och Jennifer L. Hollis 1987. Livilla bivittata ingår i släktet Livilla och familjen rundbladloppor. Inga underarter finns listade i Catalogue of Life.